# Список серий аниме To Love-Ru
Список эпизодов аниме-сериала To Love Ru основанный на манге с тем же названием, написанной Саки Хасеми и иллюстрированной Кентаро Ябуки. Сериал спродюсирован студией XEBEC в сотрудничестве с режиссёром Такао Като.

### Список серий в хронологическом порядке
Первый сезон (2008): To Love-Ru
| № общий | № в сезоне | Название | Дата премьеры         |
| ------- | ---------- | --- | --------------------- |
| 1       | 1          | Девушка, упавшая с небес «The Girl Who Fell From the Sky / Maiorita Shōjo» (舞い降りた少女) | 4 апреля 2008 года    |
| 2       | 2          | Помолвка отменяется!? «A Broken Engagement!? / Kon'yaku Kaishō!?» (婚約解消!?) | 11 апреля 2008 года   |
| 3       | 3          | Любовный треугольник «Love Triangle / Sankaku Kankei» (三角関係) | 18 апреля 2008 года   |
| 4       | 4          | Вселенский любовный передник «A Love Apron From Outer Space / Uchū no Rabu Epuron» (宇宙のLOVEエプロン) | 25 апреля 2008 года   |
| 5       | 5          | Вызов "королевы" «The Queen's Challenge / Kuīn no Chōsenjō» (くいーんの挑戦状) | 2 мая 2008 года       |
| 6       | 6          | Инопланетянин - убийца «The Alien Assassin / Uchūjin no Shikaku» (宇宙人の刺客) | 9 мая 2008 года       |
| 7       | 7          | Все парни должны быть такими! «All Men Should Be Like This! / Otoko to wa Kaku Arubeshi!» (男とはかくあるべし)                                                                                             | 16 мая 2008 года      |
| 8       | 8          | Староста безупречной честности «The Prefect of Spotless Integrity / Seiren Keppaku Fūki Iin» (清廉潔白風紀委員)                                                                                            | 23 мая 2008 года      |
| 9       | 9          | От сияющей звезды, с любовью «From a Shining Star, With Love / Hikariboshi yori Ai o Komete» (光星より愛を込めて)                                                                                          | 30 мая 2008 года      |
| 10      | 10         | Вселенская актриса «A Space Entertainer / Uchū no Onna Geinin» (宇宙の女芸人) | 6 июня 2008 года      |
| 11      | 11         | Золотая тьма «Golden Darkness / Konjiki no Yami» (金色の闇) | 12 июня 2008 года     |
| 12      | 12         | Дрожи от страха, спортивный фестиваль идёт! «A Frightening Field Day! / Senritsu Taiikusai» (戦慄体育祭)                                                                                                   | 20 июня 2008 года     |
| 13      | 13         | Величайший парень во вселенной «The Greatest Man in the Universe / Uchūichi no Otoko» (宇宙一の男) | 27 июня 2008 года     |
| 14      | 14         | Секрет для двоих «A Secret Between the Two of Us / Futari dake no Himitsu» (ふたりだけの秘密) | 4 июля 2008 года      |
| 15      | 15         | Принцесса джунглей «Princess of the Jungle / Mitsurin no Purinsesu» (密林のプリンセス) | 11 июля 2008 года     |
| 16      | 16         | Неожиданное признание Рун «Run's Surprise Confession / Run no Totsugeki Kokuhaku Taimu» (ルンの突撃告白タイム)                                                                                             | 19 июля 2008 года     |
| 17      | 17         | Призрак старого здания школы «The Ghost in the Old School Building / Kyūkōsha no Yūrei» (旧校舎の幽霊) | 25 июля 2008 года     |
| 18      | 18         | Саруяма - сувенир «Saruyama, the Gift / Saruyama ga Omiyage» (猿山がお土産) | 1 августа 2008 года   |
| 19      | 19         | Чертовски горячие источники: инопланетные девушки в водах семицветия «Hell's Hot Springs: Alien Girls and Colorful Exposed Bodies / Jigoku Onsen Onna Uchūjin Nanairo Porori» (地獄温泉女宇宙人七色ポロリ) | 8 августа 2008 года   |
| 20      | 20         | Взрывное пламя волшебной девушки Кёко «Explosive Heat Magical Girl Kyouko Flame / Bakunetsu Shōjo Majikaru Kyōko Fureimu» (爆熱少女 マジカルキョーコ炎)                                                    | 15 августа 2008 года  |
| 21      | 21         | Кровавый рекорд гостиницы Юки «A Chronicle of Bloodshed at the Yuuki Inn / Yūkitei Keppūroku» (結城亭血風録)                                                                                               | 22 августа 2008 года  |
| 22      | 22         | Дрожи от страха, культурный фестиваль идёт! «A Frightening School Festival! / Senritsu! Bunkasai» (戦慄!文化祭)                                                                                            | 29 августа 2008 года  |
| 23      | 23         | История гарема Саруямы «Saruyama’s Tales of the Inner Chambers / Saruyama no Ōoku Monogatari» (猿山の大奥物語)                                                                                             | 5 сентября 2008 года  |
| 24      | 24         | Я смущаюсь «With Shyness / Hajirai Nagara» (はじらいながら) | 12 сентября 2008 года |
| 25      | 25         | Последняя ночь земли «The Earth's Final Night / Chikyū Saigo no Yoru» (地球最後の夜) | 19 сентября 2008 года |
| 26      | 26         | Лала «Lala / Rara» (ララ) | 26 сентября 2008 года |

Второй сезон (2010):  Motto To Love-Ru
| № общий | № в сезоне | Название | Дата премьеры        |
| ------- | ---------- | --- | -------------------- |
| 27      | 1          | Ещё раз, отсюда «Once More, From Here / Mō Ichido Koko Kara» (もう一度ここから)                                             | 6 октября 2010 года  |
| 28      | 2          | Что скрывается в темноте «Those Warped into the Midst of Darkness / Kurayami no Naka de Utsuru Mono» (暗闇の中でうつるもの) | 13 октября 2010 года |
| 29      | 3          | Магическое любовное зелье♡ «Magic Love Potion♡ / Tokkō yaku♡» (三特恋薬♡)                                                   | 20 октября 2010 года |
| 30      | 4          | Стиль одежды Ями-Ями «Yami-Yami Fashion / Yami-Yami Fasshon» (ヤミヤミファッション)                                         | 27 октября 2010 года |
| 31      | 5          | Королева любви!? «Queen of Love!? / Ren'ai Kuīn!?» (恋愛クイーン!?)                                                         | 3 ноября 2010 года   |
| 32      | 6          | Пляжные девушки♡ «Beach Girls♡ / Bīchi Gāruzu♡» (ビーチ·ガールズ♡)                                                          | 10 ноября 2010 года  |
| 33      | 7          | Клиника Ями «Yami's Clinic / Yami no Shinryōjo» (闇の診療所)                                                                | 17 ноября 2010 года  |
| 34      | 8          | Расти большой ♪ «Grow Bigger ♪ / Ōkiku Nāre» (大きくなぁーれ♪)                                                              | 24 ноября 2010 года  |
| 35      | 9          | По ком звонит колокол «For Whom the Bell Tolls / Dare ga Tame ni Beru wa Naru» (誰がためにベルは鳴る)                       | 1 декабря 2010 года  |
| 36      | 10         | Телепатия пыльцой «Pollen Telepathy / Kafun Denshin» (花粉伝心)                                                             | 8 декабря 2010 года  |
| 37      | 11         | На "сестринском" фронте без перемен «All Quiet on the "Sister" Front / 'Imōto' Sensen Ijō Ari» (「妹」戦線異状アリ)         | 15 декабря 2010 года |
| 38      | 12         | Я тебя люблю♡1 «I Love You♡1 / Daisuki♡1» (大スキ♡1)                                                                        | 22 декабря 2010 года |

Третий сезон (2012): To Love Ru Darkness
| № общий | № в сезоне | Название | Дата премьеры        |
| ------- | ---------- | --- | -------------------- |
| 39      | 1          | Продолжение «Continue / Kontinyū» (コンティニュー) | 6 октября 2012 года  |
| 40      | 2          | Подозрение и готовка «Doubt and Dish / Giwaku to Ryōri» (疑惑と料理)                                                                                          | 13 октября 2012 года |
| 41      | 3          | Каждое предположение «Each Speculation / Sorezore no Omowaku» (それぞれの思惑)                                                                                | 20 октября 2012 года |
| 42      | 4          | Истинная улыбка: ~Покой и тревога~ «True Smile ~Peace and Anxiety~ / True Smile ~Kako to Tomodachi to Egao to~» (True Smile ～過去と友達と笑顔と～)           | 27 октября 2012 года |
| 43      | 5          | Мужчина? Женщина?: ~Меняющиеся~ «A Man? А Woman? ~The Changing Ones~ / A Man? A Woman? ~Kawari Ikumonotachi~» (A Man? А Woman? ～変わり行くもの達～)          | 3 ноября 2012 года   |
| 44      | 6          | Метаморфоза: ~Время меняться…~ «Metamorphose ~Time for a Change...~ / Metamorphose ~Kawaru Iku Toki...~» (Metamorphose ～変わり行く時…～)                     | 10 ноября 2012 года  |
| 45      | 7          | Сёстры: ~Изобретение счастья~ «Sisters ~The Invention of Happiness~ / Sisters ~Shiawase no Hatsumeihin~» (Sisters ～幸せの発明品～)                           | 17 ноября 2012 года  |
| 46      | 8          | Плохое настроение: ~Узы счастья~ «Bad Mood ~Bonds of Happiness~ / Bad Mood ~Shiawase no Kizuna~» (Bad mood ～幸せの絆～)                                      | 1 декабря 2012 года  |
| 47      | 9          | Истинное Я: ~Истинное лицо в темноте~ «True Self ~True Face in the Darkness~ / True Self ~Yami no Naka no Sugao~» (True Self ～闇の中の素顔～)                | 8 декабря 2012 года  |
| 48      | 10         | Прошлое: ~Воспоминания, которые ведут в завтрашний день~ «Past ~Memories Leading to Tomorrow~ / Past ~Asu ni Tsunagaru Kioku~» (Past ～明日につながる記憶～)  | 15 декабря 2012 года |
| 49      | 11         | Правильная вещь: ~Что такое образ жизни?~ «The Right Thing ~What is a Way of Life?~ / The Right Thing ~Ikikatatte Nani?~» (The Right Thing ～生き方って何?～) | 22 декабря 2012 года |
| 50      | 12         | Комната: ~Чувства девушки~ «Room ~A Maiden's Feelings~ / Room ~Otome no Omoi~» (Room ～乙女の想い～)                                                          | 29 декабря 2012 года |

Четвёртый сезон (2015): To Love Ru Darkness 2nd
| № общий | № в сезоне | Название | Дата премьеры         |
| ------- | ---------- | --- | --------------------- |
| 51      | 1          | Безсознательное: ~Легкая голова☆Бьющееся сердце~ «Unconsciously ~Light Head☆Beating Heart~ / Unconsciously: ~Atama Fuwafuwa☆Kokoro Dokidoki~» (Unconsciously ～頭ふわふわ☆心どきどき～)       | 7 июля 2015 года      |
| 52      | 2          | Беспокойное: ~Колеблющееся сердце~ «Uneasy ~Hesitant Heart~ / Uneasy ~Kokoro no Mayoi~» (Uneasy ～心の迷い～)                                                                                 | 14 июля 2015 года     |
| 53      | 3          | После бури настаёт затишье: ~Друзья~ «After a Storm Comes a Calm ~Friends~ / After a Storm Comes a Calm ~Tomodachi~» (After a Storm Comes a Calm ～ともだち～)                                | 21 июля 2015 года     |
| 54      | 4          | Летний фестиваль: ~Начало фестиваля~ «Summer festival ~Beginning of the Festival~ / Summer Festival ~Matsuri no Hajimari~» (Summer festival ～祭りの始まり～)                                 | 28 июля 2015 года     |
| 55      | 5          | Новый ход: ~Двое в своем роде?~ «New Move ~Two of a Kind?~ / New Move ~Nitamono Doushi?~» (New move ～似たものどうし？～)                                                                     | 4 августа 2015 года   |
| 56      | 6          | Слуга: ~Состязание~ «Manservant ~Competition~ / Manservant ~Soudatsu-sen~» (Manservant ～争奪戦～)                                                                                            | 11 августа 2015 года  |
| 57      | 7          | Сопротивление: ~Я знаю, но всё же~ «Resistance ~I Know, But Still~ / Resistance ~Wakatteiru Kedo~» (Resistance 〜わかっているけど〜)                                                          | 25 августа 2015 года  |
| 58      | 8          | Опасность: ~Опасность~ «Danger ~Danger~ / Danger ~Ki Ken~» (Danger 〜危・剣〜) | 1 сентября 2015 года  |
| 59      | 9          | Поцелуй: ~Что скрывается за поцелуем~ «Kiss ~What Lies Beyond a Kiss~ / Kiss ~Kiss no Saki ni Aru Mono~» (Kiss 〜キスの先にあるもの〜)                                                        | 8 сентября 2015 года  |
| 60      | 10         | Истинный характер: ~Личность раскрыта!?~ «True Character ~Identity Revealed!?~ / True Character ~Shoutai Bareta!?~» (True Character 〜正体バレた！？〜)                                       | 15 сентября 2015 года |
| 61      | 11         | Начало тьмы: ~То время~ «The Beginning of Darkness ~That Time~ / The Beginning of Darkness ~Sono Toki~» (The Beginning of Darkness 〜その時〜)                                                | 22 сентября 2015 года |
| 62      | 12         | Предсказание невозможно: ~Неистовая тьма~ «Prediction is Impossible ~Rampaging Darkness~ / Prediction is Impossible ~Bousou Suru Yami~» (Prediction is Impossible 〜暴走する闇〜)             | 29 сентября 2015 года |
| 63      | 13         | Могущество и сила: ~Защитник и защищаемый~ «Power and power ~Protector and the Protected~ / Power and power 〜Mamoru Mono to Mamora reru Mono〜» (Power and power 〜守るものと守られるもの〜) | 28 октября 2015 года  |
| 64      | 14         | Светлое будущее: ~Спасибо~ «Bright future ~Thank You~ / Bright future 〜Arigatō〜» (Bright future 〜ありがとう〜)                                                                             | 28 октября 2015 года  |

### СписокOVAсерий в хронологическом порядке
| №    | Название | Дата премьеры        |
| ---- | --- | -------------------- |
| 1    | Рито превращается в девушку «Rito, Becomes a Woman / Rito, Onna ni Naru» (リト、女になる)                                                                                    | 3 апреля 2009 года   |
| 2    | Рито и Микан «Rito and Mikan / Rito to Mikan» (リトと美柑) | 4 июня 2009 года     |
| 3    | Добро пожаловать на курорт южного острова!! «Welcome to the Southern Resort!! / Minami no Rizōto e Yōkoso!!» (南の島<リゾート>へようこそ!!)                                  | 4 августа 2009 года  |
| 4    | Квест по преодолению трудностей «Trouble Quest / Toraburu Kuesto» (とらぶるくえすと)                                                                                         | 4 ноября 2009 года   |
| 5    | Нана и Момо «Nana and Momo / Nana to Momo» (ナナとモモ) | 4 февраля 2010 года  |
| 6    | Сквозняк «Draft / Sukimagaze» (すきま風) | 2 апреля 2010 года   |
| 7-1  | Пролог: ~Начало проекта~ «Prologue ~Commence Project~ / Prologue ~Project Shidō~» (Prologue ～プロジェクト始動～)                                                            | 17 августа 2012 года |
| 7-2  | План Пыльцы: ~Опасный любовный роман сестры~ «Pollen Plan ~Dangerous Litte Sister~ / Pollen Plan ~Kiken na imōto jōji~» (Pollen Plan ～危険な妹情事～)                       | 17 августа 2012 года |
| 7-3  | Соприкосновение тел?: ~Мяу-чательная жизнь~ «Body touch? ~MEOWnderful Life~ / Body Touch? ~Nyan-derful Life~» (Body Touch? ～ニャンダフルライフ～)                           | 17 августа 2012 года |
| 8-1  | Ностальгия: ~В то же время, в том же месте~ «Nostalgia ~Back then, At That Place~ / Nostalgia ~Ano Toki, Ano Basho de~» (Nostalgia ～あの時, あの場所で～)                   | 2 декабря 2012 года  |
| 8-2  | Беспокойное сердце: ~Искренние чувства~ «The Changing Heart ~Honest Feelings~ / The Changing Heart ~Sunao na Kanjou~» (The Changing Heart ～素直な感情～)                    | 2 декабря 2012 года  |
| 8-3  | Цветок: ~Зарождающиеся чувства~ «Flower ~Budding Feelings?~ / Flower ~Mebaeru Kanjou?~» (Flower ～芽生える感情?～)                                                           | 2 декабря 2012 года  |
| 9-1  | Обмен: ~Сам с собой~ «Exchange ~Me and I~ / Exchange ~Ore to Watashi~» (Exchange ～オレと私～)                                                                               | 19 августа 2013 года |
| 9-2  | Это чувствуется: ~Терпеливый учитель~ «It feels ~Teacher who Endures~ / It feels ~Taeru kyoushi!~» (It feels ～耐える教師!～)                                                | 19 августа 2013 года |
| 10-1 | Пламенная девушка: ~Волшебное пламя Кёко~ «Girl of Blaze ~Magical Kyouko - Flame~ / Bakunetsu Shoujo ~Magical Kyouko Flame~» (爆熱少女 マジカルキョーコ炎[フレイム])         | 4 декабря 2013 года  |
| 10-2 | Внедрение: ~Кёко в беде?~ «Infiltration ~Kyouko in Trouble?~ / Infiltration ~Kyouko! Mairu?~» (Infiltration ～キョーコ! 参る?～)                                             | 4 декабря 2013 года  |
| 10-3 | Прилипание: ~Никакого злого умысла~ «Adhesion ~But no Ill Intent~ / Adhesion ~Warugi wa nai Kedo~» (Adhesion ～悪気はないけど～)                                             | 4 декабря 2013 года  |
| 11-1 | Внезапно: ~Воображение и реальность~ «Suddenly ~Imagination and Reality~ / Suddenly ~Souzou to Genjitsu~» (Suddenly ～想像と現実～)                                          | 4 декабря 2014 года  |
| 11-2 | Мобильный телефон: ~Сердцебиение☆Голос~ «Mobile Phone ~Heart Pounding☆Voice~ / Mobile Phone ~Dokidoki☆Voice~» (Mobile Phone ～ドキドキ☆ボイス～)                             | 4 декабря 2014 года  |
| 11-3 | Лунный свет: ~Ангел в лунном свете~ «Moonlight ~Moonlit Angel~ / Moonlight ~Gekka no Tenshi~» (Moonlight ～月下の天使～)                                                     | 4 декабря 2014 года  |
| 12-1 | Фотография: ~Сделайте этот потрясающий снимок!~ «Photography ~Take That Awesome Picture!~ / Photography ~Gekisha Seyo!~» (Photography ～激写せよ!～)                         | 3 апреля 2015 года   |
| 12-2 | Техника: ~Дверь девушки~ «Technique ~The Door of A Maiden~ / Technique ~Otome no Tobira~» (Technique ～乙女の扉～)                                                           | 3 апреля 2015 года   |
| 12-3 | Праздник: ~Сколько же здесь блюд?~ «Holiday ~Cooking☆Flexation~ / Holiday ~Oryouri no☆wa Ikutsu?~» (Holiday ～お料理の☆はいくつ?～)                                          | 3 апреля 2015 года   |
| 13   | История о привидениях: ~Как насчет чего-нибудь страшного?~ «Ghost Story ~How about something scary?~ / Ghost story ～Kowai no wa Ikaga?～» (Ghost story ～怖いのはいかが?～) | 4 января 2016 года   |
| 14   | Мать: ~Слишком красивый ангел~ «Mother ~An Angel Too Beautiful~ / Mother ～Utsukushi sugiru tenshi～» (Mother ～美しすぎる天使～)                                            | 4 июля 2016 года     |
| 15   | Первое происшествие?: ~Первый раз....~ «First Accident? ~First Time....~ / First Accident? ～Saisho no Jikan....～» (First Accident？ ～最初の時間....～)                    | 2 декабря 2016 года  |
| 16   | Умножение: ~Спереди и сзади~ «Multiplication ~From the Front and From Behind~ / Multiplication ～Mae kara ushirokara～» (Multiplication ～前から後ろから～)                  | 2 ноября 2017 года   |